# 大连高新技术产业开发区
大连高新技术产业开发区位于中国辽宁省大连市西南部，是1991年3月经中华人民共和国国务院批准建立的国家级高新技术产业开发区，面积153平方公里，人口21万人。

## 发展环境
- 大连高新技术产业开发区海岸线长41.6公里，森林覆盖率70%以上，下辖凌水街道和龙王塘街道。
- 注册企业5000余家、其中高新技术企业超过900家[2]。